# Gallowayella
Gallowayella is een geslacht van korstmossen behorend tot de familie Teloschistaceae. De typesoort is Gallowayella coppinsii.

## Soorten
Volgens Index Fungorum telt het geslacht 15 soorten (peildatum oktober 2021):
| Soortnaam                 | Auteur(s)                                                                                        | Publicatiejaar |
| ------------------------- | ------------------------------------------------------------------------------------------------ | -------------- |
| Gallowayella aphrodites   | (Kalb, Poelt & S.Y. Kondr.) S.Y. Kondr., Fedorenko, S. Stenroos, Kärnefelt, Elix, Hur & A. Thell | 2012           |
| Gallowayella awasthiana   | S.Y. Kondr. & D.K. Upreti                                                                        | 2018           |
| Gallowayella borealis     | (R. Sant. & Poelt) S.Y. Kondr., Fedorenko, S. Stenroos, Kärnefelt, Elix, Hur & A. Thell          | 2012           |
| Gallowayella concinna     | (J.W. Thomson & T.H. Nash) S.Y. Kondr., Fedorenko, S. Stenroos, Kärnefelt, Elix, Hur & A. Thell  | 2012           |
| Gallowayella coppinsii    | (S.Y. Kondr. & Kärnefelt) S.Y. Kondr., Fedorenko, S. Stenroos, Kärnefelt, Elix & A. Thell        | 2012           |
| Gallowayella fulva        | (Hoffm.) S.Y. Kondr., Fedorenko, S. Stenroos, Kärnefelt, Elix, Hur & A. Thell                    | 2012           |
| Gallowayella galericulata | (L. Lindblom) S.Y. Kondr., Fedorenko, S. Stenroos, Kärnefelt, Elix, Hur & A. Thell               | 2012           |
| Gallowayella gallowayi    | (S.Y. Kondr. & Kärnefelt) S.Y. Kondr., Fedorenko, S. Stenroos, Kärnefelt, Elix, Hur & A. Thell   | 2012           |
| Gallowayella hasseana     | (Räsänen) S.Y. Kondr., Fedorenko, S. Stenroos, Kärnefelt, Elix, Hur & A. Thell                   | 2012           |
| Gallowayella montana      | (L. Lindblom) S.Y. Kondr., Fedorenko, S. Stenroos, Kärnefelt, Elix, Hur & A. Thell               | 2012           |
| Gallowayella poeltii      | (S.Y. Kondr. & Kärnefelt) S.Y. Kondr., Fedorenko, S. Stenroos, Kärnefelt, Elix, Hur & A. Thell   | 2012           |
| Gallowayella sogdiana     | (S.Y. Kondr. & Kärnefelt) S.Y. Kondr., Fedorenko, S. Stenroos, Kärnefelt, Elix, Hur & A. Thell   | 2012           |
| Gallowayella tibellii     | (S.Y. Kondr. & Kärnefelt) S.Y. Kondr., Fedorenko, S. Stenroos, Kärnefelt, Elix, Hur & A. Thell   | 2012           |
| Gallowayella weberi       | (S.Y. Kondr. & Kärnefelt) S.Y. Kondr., Fedorenko, S. Stenroos, Kärnefelt, Elix, Hur & A. Thell   | 2012           |
| Gallowayella wetmorei     | (S.Y. Kondr. & Kärnefelt) S.Y. Kondr., Fedorenko, S. Stenroos, Kärnefelt, Elix, Hur & A. Thell   | 2012           |